# Haliclona cinerea
Haliclona cinerea är en svampdjursart som först beskrevs av Robert Edmond Grant 1826.  Haliclona cinerea ingår i släktet Haliclona och familjen Chalinidae. Inga underarter finns listade i Catalogue of Life.